# Zynga
Zynga är ett företag inom datorspelsutveckling från San Francisco, Kalifornien, USA. Zynga utvecklar webbaserade spel både fristående och som tillämpade widgets för communities såsom Facebook och MySpace.

## Historia
Zynga grundades i juli 2007 av Mark Pincus, Michael Luxton, Eric Schiermeyer, Justin Waldron, och Steve Schoettler. De fick 29 miljoner USA-dollar i riskkapitalfinansiering från flera företag som leds av Kleiner Perkins Caufield & Byers i juli 2008, då när de utsåg förre Electronic Arts Chief Creative Officer Bing Gordon till styrelsen. Vid den tiden köpte de också YoVille, en stor virtuell värld, ett spel med andra ord. Enligt deras hemsida hade de i november 2009 50 miljoner dagliga aktiva användare.
Zynga döptes efter Zinga, Mark Pincus 13-åriga amerikanska bulldog som gick bort i slutet av 2008. Zingas namn kom från Enzinga, det swahiliska namnet på en afrikansk "Warrior Princess".
Den 10 januari 2022 meddelades att Take-Two Interactive hade avtalat om att köpa samtliga aktier i Zynga för ett bolagsvärde om 12,7 miljarder USD.

## Spel
- Attack!
- Blackjack
- Café World
- CastleVille
- CityVille
- Dope Wars
- Dragon Wars
- Empires & Allies
- Farmville
- Frontierville
- Fashion Wars
- FishVille
- Football
- Friend Factory
- Gang Wars
- Ghost Racer
- Guild of Heroes
- Heroes vs. Villains
- Hidden Chronicles
- Live Poker
- Mafia Wars
- My Heroes Ability
- Pathwords
- PetVille
- Pirates: Rule the Caribbean!
- Prison Lockdown
- RewardVille
- Roller Coaster Kingdom
- Scramble
- Scramble Live
- Sea Wars
- Slayers / Vampires / Werewolves / Zombies
- Space Wars
- Special Forces
- Street Racing
- Sudoku
- Texas Hold'Em
- Triumph
- Vampire Wars
- YoVille